# Crème Budwig
 (août 2019).
Si vous disposez d'ouvrages ou d'articles de référence ou si vous connaissez des sites web de qualité traitant du thème abordé ici, merci de compléter l'article en donnant les références utiles à sa vérifiabilité et en les liant à la section « Notes et références ».

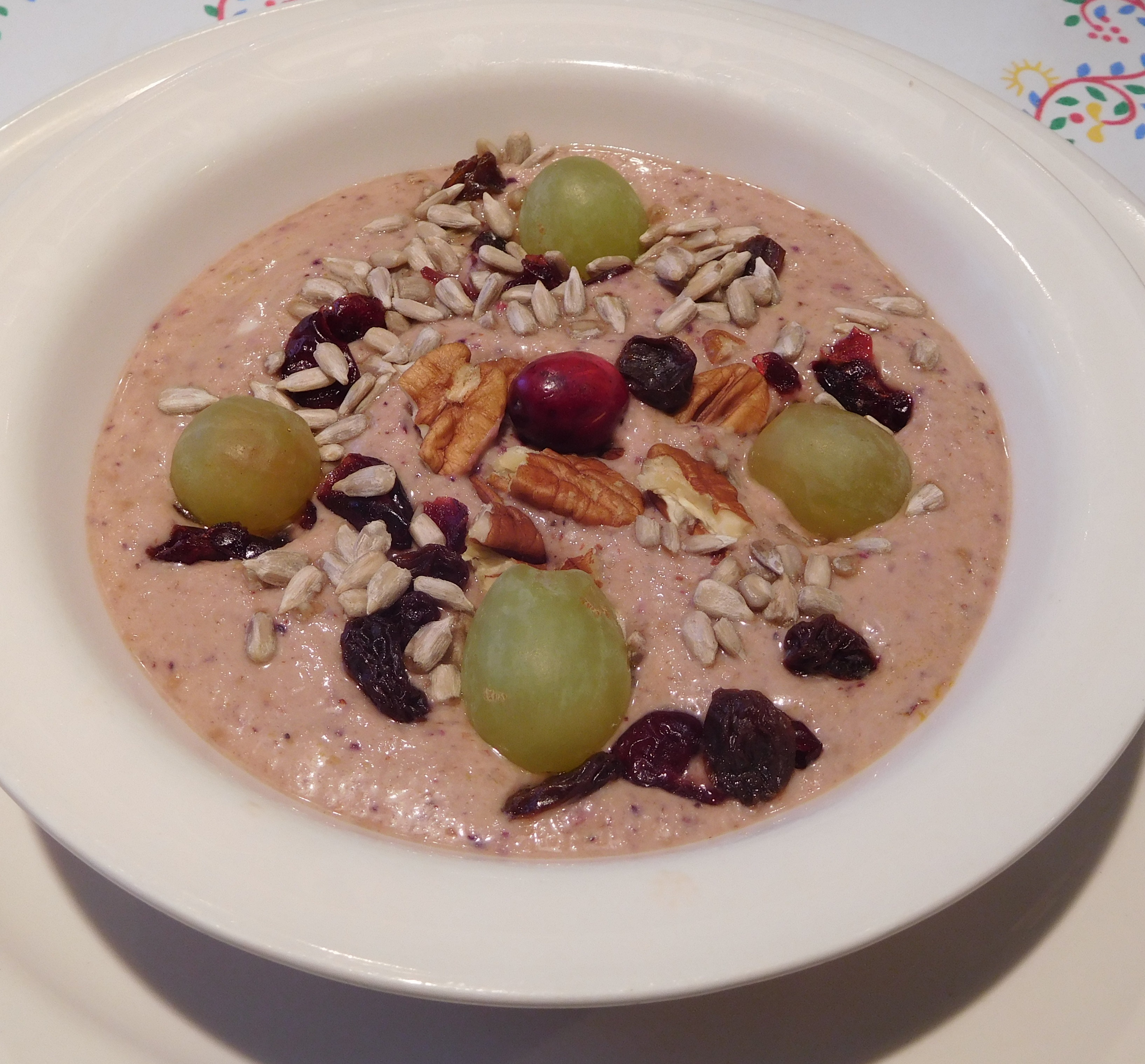
Crème Budwig.

La crème Budwig, est un mélange composé de fruits, céréales fraîchement moulues, oléagineux et produits laitiers. On peut utiliser du fromage blanc, du yaourt grec ou du fromage cottage qui sont toutes des options riches en protéines, ce qui confère à la crème Budwig un pouvoir satiétogène élevé. Pour sa créatrice l'Allemande Johanna Budwig la crème guérirait le cancer. Cette méthode a été popularisée en France par Catherine Kousmine, qui la conseille au petit-déjeuner.  
Pour les adeptes de Johanna Budwig, « cette méthode est prouvée mais elle serait étouffée par l’industrie du cancer ». Elle aurait été nommée à sept reprises pour le prix Nobel de médecine, mais l’industrie pharmaceutique s’y serait opposée.
La Mission interministérielle de vigilance et de lutte contre les dérives sectaires cite dans son rapport de 2010 la crème Budwig dans les risques de dérives thérapeutiques issues des méthodes par ingestion de substances diverses.

## Valeurs
Cette crème est riche en vitamines fraîches, en acides gras essentiels (acide linoléique, un oméga-6, et l'acide linolénique, un oméga-3). 
| Pays         | Teneur | % valeur quotidienne |     |
| ------------ | ------ | -------------------- | --- |
| Lipides      | 8 g    | 12 %                 |     |
| dont saturés | 1 g    | 5 %                  |     |
| + trans      | 0 g    |                      |     |
| Cholestérol  | 3 g    |                      |     |
| Sodium       | 242 mg | 10 %                 |     |
| Glucides     | 41 g   | 14 %                 |     |
| Fibres       | 3 g    | 12 %                 |     |
| Sucres       | 25 g   |                      |     |
| Vitamine A   |        | 4 %                  |     |
| Vitamine C   |        | 53 %                 |     |
| Calcium      |        | 5 %                  |     |
| Fer          |        | 7 %                  |     |
| Protéines    | 10 g   |                      |     |
| Protéines    | 10 g   |                      |     |
| Protéines    | 10 g   |                      |     |
| Calories     | 253    | 253                  | 253 |